# Bukha-myeon
Bukha-myeon (koreanska: 북하면) är en socken i Sydkorea. Den ligger i kommunen Jangseong-gun i provinsen Södra Jeolla, i den södra delen av landet, 240 km söder om huvudstaden Seoul.